# ノヴェッロ
ノヴェッロ（伊: Novello）は、イタリア共和国ピエモンテ州クーネオ県にある、人口約1,000人の基礎自治体（コムーネ）。

## 地理

### 位置・広がり

#### 隣接コムーネ
隣接するコムーネは以下の通り。
- バローロ
- レークイオ・ターナロ
- モンキエーロ
- モンフォルテ・ダルバ
- ナルゾーレ

#### 地震分類
イタリアの地震リスク階級 (it) では、4 に分類される
。

## 行政

### 分離集落
ノヴェッロには、以下の分離集落（フラツィオーネ）がある。
- Bergera, Moriglione, Panerole